# 3568-as busz
A 3568-es jelzésű autóbuszvonal helyközi autóbuszjárat Bodony és Parád valamint Parádsasvár között, melyet a Volánbusz Zrt. lát el.

## Közlekedése
A járat Bodonyt és Parádot valamint Parádsasvárt köti össze. Menetideje Bodony és Parád között 5 – 7 perc, Bodony és Parádsasvár között 29 perc. Ez utóbbi járat Parádon 14 perc pihenőt tart egy csatlakozó járat bevárása miatt. 
Öt járatpárt tartalmaz a menetrendi mező, amelyekből egy járat közlekedik Bodony és Parádsasvár között, a többi járat Bodony és Parád között szállítja az utasokat. 

## Megállóhelyei
| 0 | Bodony, Italbolt végállomás        | 2 | 3471, 3472, 3492, 3494, 3566, 3656                                                |
| 1 | Bodony, Újtelep                    | 1 | 3471, 3472, 3492, 3494, 3566, 3656                                                |
| 2 | Parád, Központ végállomás          | 0 | 1046, 1515 3034, 3470, 3471, 3472, 3491, 3492, 3494, 3565, 3566, 3569, 3604, 3656 |
| 3 | Parád, Felső                       |   | 1046 3471, 3472, 3491, 3492, 3494, 3565, 3656                                     |
| 4 | Parád, fényespusztai elágazás      |   | 1046 3471, 3472, 3491, 3492, 3494, 3565, 3656                                     |
| 5 | Parádsasvári, elágazás             |   | 1046, 1515 3471, 3472, 3491, 3492, 3494, 3565, 3604, 3656                         |
| 6 | Parádsasvár, Csevice               |   | 3471, 3472, 3491, 3494, 3565, 3569                                                |
| 7 | Parádsasvár, Kossuth út            |   | 3471, 3472, 3494                                                                  |
| 8 | Parádsasvár, Községháza végállomás |   | 3471, 3472, 3491, 3494, 3565, 3569                                                |